# Campionati europei di tuffi 2017 - Trampolino 1 metro femminile
La gara dal trampolino 1m femminile ai Campionati europei di tuffi 2017 si è svolta il 17 giugno 2017 e vi hanno preso parte 20 atleti.

## Medaglie
| Posizione | Atleti             | Paese    |
| --------- | ------------------ | -------- |
| Oro       | Elena Bertocchi    | Italia   |
| Argento   | Nadezhda Bazhina   | Russia   |
| Bronzo    | Louisa Stawczynski | Germania |

## Risultati
| Pos. | Atleti                    | Nazionalità | Qualificazioni | Qualificazioni | Finale | Finale |
| Pos. | Atleti                    | Nazionalità | Punti          | Pos.           | Punti  | Pos.   |
| ---- | ------------------------- | ----------- | -------------- | -------------- | ------ | ------ |
|      | Elena Bertocchi           | Italia      | 261.80         | 1              | 282.80 | 1      |
|      | Nadezhda Bazhina          | Russia      | 255.30         | 2              | 277.35 | 2      |
|      | Louisa Stawczynski        | Germania    | 247.20         | 5              | 271.80 | 3      |
| 4    | Hanna Pysmenska           | Ucraina     | 250.40         | 3              | 262.65 | 4      |
| 5    | Tina Punzel               | Germania    | 240.45         | 7              | 259.05 | 5      |
| 6    | Michelle Heimberg         | Svizzera    | 245.85         | 6              | 256.65 | 6      |
| 7    | Vitaliia Koroleva         | Russia      | 238.25         | 9              | 248.15 | 7      |
| 8    | Roosa Kanerva             | Finlandia   | 225.10         | 12             | 242.40 | 8      |
| 9    | Alena Khamulkina          | Bielorussia | 250.15         | 4              | 235.60 | 9      |
| 10   | Chiara Pellacani          | Italia      | 229.00         | 10             | 234.15 | 10     |
| 11   | Kaja Skrzek               | Polonia     | 228.50         | 11             | 231.65 | 11     |
| 12   | Inge Jansen               | Paesi Bassi | 225.10         | 8              | 229.85 | 12     |
| 13   | Daniella Nero             | Svezia      | 211.35         | 13             |        |        |
| 14   | Marcela Marić             | Croazia     | 210.70         | 14             |        |        |
| 15   | Frida Källgren            | Svezia      | 208.95         | 15             |        |        |
| 16   | Diana Shelestyuk          | Ucraina     | 206.10         | 16             |        |        |
| 17   | Vivian Barth              | Svizzera    | 203.90         | 17             |        |        |
| 18   | Anca Şerb                 | Romania     | 195.60         | 18             |        |        |
| 19   | Daphne Wils               | Paesi Bassi | 191.20         | 19             |        |        |
| 20   | Indrė Marija Girdauskaitė | Lituania    | 179.45         | 20             |        |        |